# Silvio Scaroni

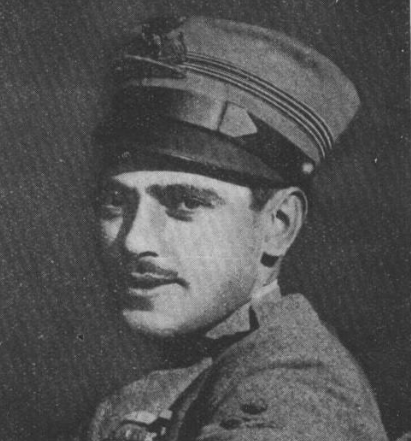
Silvio Scaroni (1917)

Silvio Scaroni (* 12. Mai 1893 in Brescia; † 16. Februar 1977 in Mailand) war nach Francesco Baracca der zweiterfolgreichste italienische Jagdflieger des Ersten Weltkriegs. 

## Leben
Scaroni diente zunächst als Gefreiter in einem Artillerieregiment. Im März 1915 kam er zur italienischen Fliegertruppe und flog nach seiner Pilotenausbildung zunächst Beobachtungsflugzeuge. Erst 1917 wurde er zu einer Jagdstaffel versetzt. Mit einer Nieuport 17 gelang ihm am 14. November 1917 sein erster Luftsieg. Am 26. Dezember 1917 schoss er bei einem Einsatz über Istrana drei feindliche Flugzeuge ab. In den folgenden Monaten nahm er an 42 Luftkämpfen teil. Insgesamt gelangen ihm 26 Luftsiege. Am 12. Juli 1918 wurde er bei einem weiteren Gefecht getroffen und verwundet. Er konnte erst nach Kriegsende wieder zur Fliegertruppe zurück.
Über seine Kriegserfahrungen schrieb er ein Buch mit dem Titel Battaglie nel cielo („Luftschlachten“, Mondadori, Neuaufl. 1971, Longanesi), das 1934 veröffentlicht wurde.